# نیوبی، کامبریا
نیوبی (به انگلیسی: Newby) یک روستا و محله مدنی در بریتانیا است که در منطقه ادن واقع شده‌است. نیوبی ۱۶۴ نفر جمعیت دارد.